# Campeonato de Fútbol de Nueva Zelanda 2005-06
El Campeonato de Fútbol de Nueva Zelanda 2005-06 fue la segunda edición del máximo torneo futbolístico del país. La cantidad de equipos participantes en los playoffs se aumentó de tres a cinco, con los dos primeros clubes de la fase regular clasificando también al Campeonato de Clubes de Oceanía 2006. El campeón fue el Auckland City que derrotó por penales al Canterbury United en la final luego de igualar 3-3 al cabo del tiempo extra.

## Equipos participantes
| Equipo              | Ciudad           |
| ------------------- | ---------------- |
| Auckland City       | Auckland         |
| Canterbury United   | Christchurch     |
| Hawke's Bay United  | Napier           |
| Team Wellington     | Wellington       |
| Otago United        | Dunedin          |
| Waikato             | Hamilton         |
| Waitakere United    | Waitakere        |
| YoungHeart Manawatu | Palmerston North |

## Fase regular
J: partidos jugados; G: partidos ganados; E: partidos empatados; P: partidos perdidos; GF: goles a favor;
 GC: goles en contra; DG: diferencia de goles; Pts: puntos

| Pos | Equipo              | PJ | G  | E | P  | GF | GC | Dif | Pts |
| --- | ------------------- | -- | -- | - | -- | -- | -- | --- | --- |
| 1   | Auckland City       | 21 | 16 | 0 | 5  | 63 | 28 | 35  | 48  |
| 2   | YoungHeart Manawatu | 21 | 14 | 4 | 3  | 50 | 29 | 21  | 46  |
| 3   | Canterbury United   | 21 | 13 | 2 | 6  | 36 | 22 | 14  | 41  |
| 4   | Team Wellington     | 21 | 8  | 4 | 9  | 43 | 53 | -10 | 28  |
| 5   | Otago United        | 21 | 7  | 6 | 8  | 27 | 25 | 2   | 27  |
| 6   | Waitakere United    | 21 | 6  | 4 | 11 | 38 | 41 | -3  | 22  |
| 7   | Waikato             | 21 | 6  | 4 | 11 | 31 | 44 | -13 | 22  |
| 8   | Hawke's Bay United  | 21 | 1  | 2 | 18 | 17 | 63 | -46 | 5   |

|  | Clasificación a los playoffs y al Campeonato de Clubes de Oceanía 2006 |

|  | Clasificación a los playoffs |

## Playoffs

### Primera ronda
El equipo que terminó segundo en la primera fase —YoungHeart Manawatu— enfrentó al tercero —Canterbury United— en el primer partido, mientras que el cuarto —Team Wellington— jugó contra el quinto —Otago United—. Los dos equipos que ganaron en esta ronda avanzaron a la segunda, así como el perdedor del primer partido.
| 2 de abril de 2006 | YoungHeart Manawatu | 0:0 (t. s.)(4:5 p.)        | Canterbury United | -, Palmerston North |  |
|                    |                     | Tiros desde el punto penal |                   |                     |  |
|                    | No                  |                            | Anotado           |                     |  |

| 2 de abril de 2006 | Team Wellington          | 2:2 (1:0) (t. s.)(4:1 p.)  | Otago United                        | -, Wellington |  |
|                    | 12' (a.g.) · Little 102' |                            | Scoullar 85' (pen.) · Eishenut 100' |               |  |
|                    |                          | Tiros desde el punto penal |                                     |               |  |
|                    | Anotado                  |                            | No                                  |               |  |

### Segunda ronda
El primero de la fase regular —Auckland City— enfrenta al ganador del primer partido de la primera ronda, el Canterbury United. El ganador del otro partido de la ronda anterior más el perdedor del primero —YoungHeart Manawatu y Team Wellington— se enfrentan entre sí. El ganador del primer partido accede a la final, mientras que el perdedor del primer encuentro juega ante el ganador del segundo la final preliminar.
| 8 de abril de 2006 | Auckland City                          | 3:0 (2:0) | Canterbury United | -, Auckland |  |
|                    | Jordan 27' · Mulrooney 29' · Young 57' |           |                   |             |  |

| 9 de abril de 2006 | YoungHeart Manawatu            | 2:3 (1:1) (t. s.) | Team Wellington                    | -, Palmerston North |  |
|                    | Menapi 27' · Gulley 58' (a.g.) |                   | B. Little 33' 87' · G. Little 110' |                     |  |

### Final preliminar
| 15 de abril de 2006 | Canterbury United     | 2:1 (2:0) | Team Wellington | -, Christchurch |  |
|                     | Barron 3' · Kelly 14' |           | Keat 84'        |                 |  |

### Final
| 22 de abril de 2006 | Auckland City                          | 3:3 (1:0) (t. s.)(4:3 p.)  | Canterbury United                    | -, Auckland |  |
|                     | Young 45+2' · Jordan 63' · Coombes 78' |                            | Kelly 59' 85' · Nicholson 75' (a.g.) |             |  |
|                     |                                        | Tiros desde el punto penal |                                      |             |  |
|                     | Anotado                                |                            | No                                   |             |  |

| Bandera de Nueva Zelanda        |
| Campeón Auckland City 2º título |